# 米山達也
米山 達也（よねやま たつや、1986年9月23日 - ）は、日本の元男子バレーボール選手、指導者。

## 来歴
埼玉県比企郡嵐山町出身。実兄米山裕太の影響で小学1年次からバレーボールを始めた。坂戸西高から日本体育大学に進学し卒業。インカレでは東海大学を倒して2連覇（2007年・2008年）に貢献した。
2008年、サントリーサンバーズに入団。2009年、全日本代表の登録メンバーに初選出された。
実兄の米山裕太もバレーボール選手（東レアローズ所属）。
2019年に現役引退し、事務局スタッフに就任。
2021年にはコーチに就任した。

## 球歴・受賞歴
- 全日本代表 - 2009年、2013年
- 受賞歴

2008年 関東大学春季リーグ 最優秀選手賞 レシーブ賞
平成20年度　第61回秩父宮賜杯　全日本バレーボール大学男子選手権大会　ミキプルーンスーパーカレッジバレー2008 最優秀選手賞

## 所属チーム
- 嵐山ガッツ
- 嵐山町立菅谷中学校
- 埼玉県立坂戸西高等学校
- 日本体育大学
- サントリーサンバーズ（2008-2019年）